# 스토커드 채닝
스토커드 채닝(Stockard Channing, 1944년 2월 13일 ~ )은 미국의 배우이다. 《포춘》(1975)으로 1976년 제33회 골든 글로브상 신인여우상을 수상하였으며, 《5번가의 폴 포이티어》(1993)로 1994년 제66회 아카데미상 여우주연상 후보에 올랐다. 텔레비전 시리즈 활동을 포함하여 에미상에 총 14번 후보로 지명돼 그 중 세 번 수상하였다.
브로드웨이에서도 활발하게 활동하여, 1985년 롱에이커 극장에 올라간 연극 《Joe Egg》(A Day in the Death of Joe Egg)로 1985년 제39회 토니상 여우주연상을 받았다.

## 출연 작품

### 영화
- 포춘 (1975)
- 빅 버스 (1976)
- 그리스 (1978)
- 제2의 연인 (1986)
- 인조 인간 애플게이트 (1990)
- 5번가의 폴 포이티어 (1993)
- 스모크 (1995)
- 투 웡 푸 (1995)
- 업 클로즈 앤 퍼스널 (1996)
- 프랙티컬 매직 (1998)
- 더 트루스 어바웃 제인 (2000, The Truth About Jane)
- 더 매슈 셰퍼드 스토리 (2002, The Matthew Shepard Story)
- 애니씽 엘스 (2003)
- 프렌치 아메리칸 (2003)
- 잭 (2004, Jack)

### 텔레비전
- 세서미 스트리트 (1972-88)
- 웨스트 윙 (1999-2006)
- 굿 와이프 (2012-16)